# Albert Duruy
Albert Duruy, född 3 januari 1844, död 12 augusti 1887, var en fransk historiker. Han var son till Victor Duruy.
Duruy har bland annat författat L'instruction publique et la révolution (1882) och L'armée royale en 1789 (1889).